# Pokolj u Grabovici 9. rujna 1993.
Pokolj u Grabovici je bio ratni zločin kojeg su počinili pripadnici Armije BiH (postrojbe "Crni labudovi"), kada su ubili 33 civila Hrvata. Za 19 civila se još traga.1
Počinjen je 7., 8. i 9. rujna 1993., u selu Grabovici kod Jablanice, u sjevernoj Hercegovini, za vrijeme osvajačke operacije Armije BiH "Neretva '93". Cilj te operacije je bio osvajanje područja pod nadzorom HVO-a, od Bugojna do Mostara.
Za ovaj ratni zločin su osuđena dva vojnika Armije BiH. U rujnu 2007. su još su tri Bošnjaka, pripadnika Armije BiH nepravomoćno osuđena za ovaj ratni zločin.  Nitko od visokih dužnosnika Armije BiH još nije odgovarao za ovaj zločin.1
Za ovaj ratni zločin (i za pokolj u Uzdolu), bio je 10. rujna 2001. optužen i ratni zapovjednik Armije BiH Sefer Halilović, jer ga se sumnjičilo po zapovjednoj odgovornosti, jer je bio obnašao dužnost načelnika Glavnog stožera Armije BiH i što je bio koordinatorom operacije "Neretva '93", a optužnica je navodila da Halilović nije poduzeo mjere za spriječiti pokolj u Grabovici, odnosno da nije kaznio odgovorne za zločine u Grabovici i Uzdolu. Par tjedana poslije se predao Haaškom sudu. Poslije ga je Haaški sud oslobodio odgovornosti za slučaj Grabovice, navevši u presudi: "vojna operacija Neretva 93. uopće nije postojala".[nedostaje izvor]. 
Za zločine na prostorima srednje Bosne, već su prije bili optuženi i predani Haaškom sudu časnici Armije BiH, generali Enver Hadžihasanović i Mehmed Alagić te pukovnik Amir Kubura.
Sefer Halilović je početkom 1998. u emisiji radija "Glasa Amerike izrekao tvrdnje koje su optužile bošnjački vojni i politički vrh u BiH, a ponovio ih je u svojoj knjizi "Lukava strategija", među ostalim i Aliju Izetbegovića i generala Rasima Delića.
Kasnije, 2006., optužen je i Zulfikar Ališpaga, zapovjednik zbornog područja Igman-Konjic, koji je bio zapovjednikom akcije u Grabovici.

## Tijek događaja
Po izjavama upućenih, u noći 8. na 9. rujna 1993. se iz Grabovice kroz noć čula pucnjava, a idućeg dana ujutro se pročulo da je nad civilima Hrvatima napravljen pokolj. Prema pretpostavkama upletenih, jedan dio žrtava je bačen akumulacijsko jezero HE Salakovac.[nedostaje izvor]
Obdukcijski nalaz splitskog KBC-a "Firule" i svjedočenja su pokazala okrutnost smaknuća. Jedna žrtva je bila razapeta na križ, nakon čega mu je otkinuta glava i nabijena na kolac. Druga žrtva je bila dugo mučena i naposljetku zapaljena živa. Treća žrtva je zaklana. Jedan je civil ubijen pred suprugom, koja je potom silovana, a nakon dugog zatočeništva, razmijenjena. Supruga je po dolasku u Mostar počinila samoubojstvo, što je bilo posljedicom pretrpljenih stresova.[nedostaje izvor]
Po izvršenju ovog pokolja, general Vehbija Karić izdao je naredbu Zulfikaru Ališpagi - Zuki da se blokira cijelo područje Grabovice kako se ne bi saznalo za učinjeno zlodjelo, na način da se postave punktovi ispred i iza Grabovice, da se ne može saznati ništa o masakru, ni policija, ni UNPROFOR, ni mediji, tako da nitko nije mogao ući u Grabovicu. Zločin se pokušalo sakriti bacanjem leševa u Neretvu, tako da je hrvatskoj strani pri jednoj razmjeni predano samo 11 tijela.

## Obilježavanje tragedije
Na mjestu pokolja se nalazi spomenik žrtvama, a svake godine se uz misu obilježava obljetnica ove tragedije, kojoj nazoče predstavnici hrvatskih stranaka u BiH, Vojske Federacije BiH i udruga stradalnika.

## Vanjske poveznice
- Dokumenti o operaciji Neretva '93  Arhivirana inačica izvorne stranice od 13. prosinca 2017. (Wayback Machine)
- Haaški procesi  Arhivirana inačica izvorne stranice od 3. rujna 2007. (Wayback Machine)
- Članak u "Slobodnoj Dalmaciji" Optužnica za Zulfikara Ališpagu zbog pokolja Hrvata u Grabovici, 7. rujna 2006.
- HSP 1861 Jutarnji list: Halilović danas putuje u Haag
- Članak u "Slobodnoj Dalmaciji" Mudžahedini su zarobljenicima sjekirama i pilama sjekli glave, 27. rujna 2001.
- Članak u "Slobodnoj Dalmaciji" Trojici za Grabovicu 39 godina zatvora, 9. kolovoza 2007.
- Članak u "Slobodnoj Dalmaciji"  Arhivirana inačica izvorne stranice od 2. rujna 2007. (Wayback Machine) Za pokolj krivi..., 19. studenog 2005.